# Begin the Biguine
Pour la chanson, voir Begin the Beguine.
Albums de Viktor Lazlo
Saga
Begin the biguine est le neuvième album de la chanteuse belge Viktor Lazlo.

## Liste des titres
1. Begin the biguine (Cole Porter) 2:40
2. L'automne est là (Bouclier / François Bernheim) 4:12
3. I'm a fool to want you (Joel S. Herron / Frank Sinatra / Jack Wolf) 3:42
4. Tu peux pas savoir (Fauque / François Bernheim) 4:42
5. J'attends (Bouclier / François Bernheim) 3:21
6. Bouton d'or (Mc Neil / François Bernheim) 3:24
7. Lowside of the road (Tom Waits / Kathleen Brennan) (en duo avec Arno) 4:21
8. Je lève mon verre (Artie Butler / Phyllis Molinari / Boris Bergman) 3:20
9. New begin-ing (Linx / Vallemme / Cinelu / Louvel / Linx) 2:20
10. Sans dire je t'aime (Duvall / François Bernheim) 3:08
11. Ailleurs (Linx - Guirao / Linx) 3:25
12. I am so lonesome I could cry (Hank Williams) 3:54
13. Au final (Lazlo - Lenine / Falcao Dudu) 3:51

## Crédits
Réalisé par David Linx 

Guitares électriques et acoustiques : Olivier Louvel, Kevin Breit 

Cordes : Marc Ducret 

Piano : Rémy Decormeille 

Clavier, fender, sampling : Paul Brousseau 

Contrebasse : Christophe Wallemme 

Percussions : Mino Cinelu, Xavier Dessandre 

Harmonica : Baco 

## Liens
- Entretien au journal l'Humanité
- Entretien RFI musique